# Лива
Лива (ест. Liiva) село је у западном делу Естоније и административни центар општине Муху смештене на истоименом острву у округу Сарема. 
Према подацима са пописа становништва 2011. у селу је живело 178 становника и највеће је насеље у целој општини.
У селу се налази средњовековна лутеранска црква из 1267. посвећена светој Катарини.